# Dubbat
Dubbat var ett svenskt TV-program i SVT 1 från 2008 under ledning av Hans Rosenfeldt.
Programmet, som hade premiär 16 januari, går ut på att en panel på sex personer, uppdelade i två lag ("kanaler"), ska dubba gamla klipp ur SVT:s arkiv. Exempel på program som dubbas är Andra Avenyn, Bosse Bildoktorn, Skeppsholmen och Rederiet. I slutet av programmet väljer en utvald person ur publiken vilket lag som var bäst och laget får dubba ett extra klipp.

## Medverkande
Marcus Palm och Alex Kantsjö medverkar som lagledare i varje program.
1. 16 januari: Linus Wahlgren och Sofia Bach mot Mikael Tornving och Petra Mede
2. 23 januari: Linus Wahlgren och Henrik Hjelt mot Mikael Tornving och Cecilia Wrangel
3. 30 januari: Linus Wahlgren och Josephine Bornebusch mot Kristoffer Appelquist och Cecilia Wrangel
4. 6 februari: Linus Wahlgren och Henrik Hjelt mot Johan Wahlström och Petra Mede
5. 13 februari: Linus Wahlgren och Sofia Bach mot Mikael Tornving och Petra Mede
6. 20 februari: Linus Wahlgren och Henrik Hjelt mot Mikael Tornving och Cecilia Wrangel
7. 27 februari: Linus Wahlgren och Josephine Bornebusch mot Kristoffer Appelquist och Cecilia Wrangel
8. 5 mars: Linus Wahlgren och Henrik Hjelt mot Johan Wahlström och Petra Mede